# Fisklösemossens naturreservat
Fisklösemossens naturreservat är ett naturreservat i Finspångs kommun i Östergötlands län.
Området är naturskyddat sedan 2020 och är 58 hektar stort. Reservatet ligger sydost om sjön  Avern. Reservatet består av en del av Stora Fisklösen och skogklädda mossar med mellanliggande öppna kärr och gammal skog.